# Linje 2 (Seouls tunnelbana)
linje 2 (kallad The Circle Line) är en linje som går i en cirkel i Seouls tunnelbana. Den linje som går medurs kallas "inre cirkeln line" och moturs linje kallas "yttre cirkeln line". Det här är Seoul mest resta linje, och består av huvudslingan (47,7 km), Seongsu grenen (5,4 km) och Sinjeong grenen(6,0 km) för en total ledningslängd på 60,2 km. Linje 2 slingan är den näst längsta tunnelslinga i världen efter Peking tunnelbanelinje 10.

Tidsintervall på linjen varierar från 2 minuter 18 sekunder på högtrafik och 5-6 minuter lågtrafik perioder. Linjen förbinder centrum till Gangnam, Teheran Valley och COEX / KWTC komplex.